# Mordellistena paraweisei
Mordellistena paraweisei es una especie de coleóptero de la familia Mordellidae.

## Distribución geográfica
Habita en Siebenbiirgen.